# Араусо-де-М'єль
Араусо-де-М'єль (ісп. Arauzo de Miel) — муніципалітет в Іспанії, у складі автономної спільноти Кастилія-і-Леон, у провінції Бургос. Населення — 339 осіб (2010).
Муніципалітет розташований на відстані близько 160 км на північ від Мадрида, 60 км на південний схід від Бургоса.
На території муніципалітету розташовані такі населені пункти: (дані про населення за 2010 рік)
- Араусо-де-М'єль: 293 особи
- Донья-Сантос: 46 осіб

## Демографія
Динаміка населення (INE ):